# Las Aneas
Las Aneas es una localidad y pedanía española perteneciente al municipio de Gérgal, en la provincia de Almería. Está situada en la parte central de la comarca de Los Filabres-Tabernas. Anexo a esta localidad se encuentra el núcleo de Las Tablas, y un poco más alejados están El Almendral y Gérgal capital.
Las Aneas se enmarca en plena sierra de los Filabres, en la margen derecha de la rambla de Gérgal.

## Demografía
Según el Instituto Nacional de Estadística de España, en el año 2020 Las Aneas contaba con 44 habitantes censados, lo que representa el 4,07% de la población total del municipio.

### Evolución de la población
| Gráfica de evolución demográfica de Las Aneas entre 2010 y 2022 |
|                                                                 |
| Datos según el nomenclátor publicado por el INE.                |

## Comunicaciones

### Carreteras
La principal vía de comunicación que transcurre por esta localidad es:
| Identificador | Denominación                           | Itinerario            |
| ------------- | -------------------------------------- | --------------------- |
| AL-4405       | De Gérgal a El Almendral por Las Aneas | Gérgal - El Almendral |

Algunas distancias entre Las Aneas y otras ciudades:
| Ciudades | Distancia (km) |
| -------- | -------------- |
| Gérgal   | 4              |
| Tabernas | 27             |
| Almería  | 43             |
| Granada  | 124            |
| Jaén     | 180            |
| Murcia   | 218            |

## Cultura

### Fiestas
Sus fiestas populares se celebran cada año el primer fin de semana de mayo en honor a la patrona de la localidad, la Virgen de Fátima.